# USS Yarnall (DD-143)
USS Yarnall (DD–143) là một tàu khu trục thuộc lớp Wickes của Hải quân Hoa Kỳ trong giai đoạn Chiến tranh Thế giới thứ nhất. Trong Chiến tranh Thế giới thứ hai, nó được chuyển giao cho Hải quân Hoàng gia Anh như là chiếc HMS Lincoln, cho Hải quân Hoàng gia Na Uy như là chiếc HNoMS Lincoln, cho Hải quân Hoàng gia Canada như là chiếc HMCS Lincoln, và cuối cùng cho Hải quân Liên Xô như là chiếc Druzhny. Nó là chiếc tàu chiến đầu tiên của Hải quân Hoa Kỳ được đặt tên theo Trung úy Hải quân John Yarnall (1786-1815).

## Thiết kế và chế tạo
Yarnall được đặt lườn vào ngày 12 tháng 2 năm 1918 tại xưởng tàu của hãng William Cramp & Sons ở Philadelphia, Pennsylvania. Nó được hạ thủy vào ngày 19 tháng 6 năm 1918, được đỡ đầu bởi bà Marie H. Bagley, và được đưa ra hoạt động vào ngày 29 tháng 11 năm 1918 dưới quyền chỉ huy của Hạm trưởng, Trung tá Hải quân William F. Halsey, Jr..

## Lịch sử hoạt động

### USSYarnall
Được phân về Đội khu trục 15 trực thuộc Lực lượng Khu trục, Yarnall phục vụ một thời gian ngắn cùng lực lượng Hải quân Hoa Kỳ tại Pháp trong năm 1919. Vào ngày 1 tháng 1 năm 1920, đơn vị của nó được điều động về Chi hạm đội Khu trục 5 thuộc Hải đội Khu trục 4, Hạm đội Thái Bình Dương, và hoạt động từ căn cứ khu trục tại San Diego. Đội của nó được đổi tên thành Đội khu trục 13 vào tháng 2, và được lệnh điều động sang Trạm Á Châu vào tháng 4, nhưng nó chỉ đi đến nhiệm sở mới vào mùa Thu năm đó. Yarnall từ Viễn Đông quay trở về Hoa Kỳ vào cuối mùa Hè năm 1921, và bắt đầu được sửa chữa tại Xưởng hải quân Puget Sound. Vào tháng 12, nó được điều sang Đội khu trục 11 và lại hoạt động ngoài khơi San Diego cho đến ngày 29 tháng 5 năm 1922, khi nó được cho xuất biên chế tại đây và đưa về lực lượng dự bị.
Sau gần tám năm bị bỏ không, Yarnall được cho nhập biên chế trở lại tại San Diego vào ngày 19 tháng 4 năm 1930 dưới quyền chỉ huy của Hạm trưởng, Trung tá Hải quân John F. McClain. Được phân về Đội 11 thuộc Hải đội 10 trực thuộc Hạm đội Chiến trận, nó hoạt động chủ yếu tại vùng bờ Tây trước khi được chuyển sang vùng bờ Đông vào cuối năm 1930. Vào dịp đầu năm mới 1931, cảng nhà của nó được chuyển đến Charleston, South Carolina. Đến tháng 3, nó tham gia Lực lượng Tuần tiễu như một đơn vị thuộc Đội khu trục 3 nhưng vẫn giữ Charleston làm cảng nhà. Chiếc tàu khu trục hoạt động từ căn cứ này cho đến cuối mùa Hè năm 1934 khi nó, cho dù vẫn là một đơn vị thuộc Lực lượng Tuần tiễu, quay trở lại vùng bờ Tây. Đặt căn cứ tại San Diego, nó hoạt động dọc theo bờ biển California cho đến cuối năm 1936. Sau đó nó quay lại vùng bờ Đông, vào ngày 30 tháng 12 năm 1936 được cho xuất biên chế tại Philadelphia vào neo đậu tại đây cùng hạm đội dự bị.
Như một phần trong kế hoạch của Tổng thống Franklin D. Roosevelt nhằm tăng cường cho Hải đội Đại Tây Dương yếu kém sau khi xung đột nổ ra tại Châu Âu vào tháng 9 năm 1939, Yarnall kết thúc đợt bỏ không thứ hai kéo dài 21 tháng vào ngày 4 tháng 10 năm 1939 khi nó được cho nhập biên chế trở lại tại Philadelphia dưới quyền chỉ huy của Hạm trưởng, Thiếu tá Hải quân John G. Winn. Nó trở thành một đơn vị của Đội khu trục 11 trực thuộc Hải đội Đại Tây Dương, một đơn vị nhỏ nhưng được giao phó nhiệm vụ nặng nề là giữ cho chiến tranh cách xa Tây Bán Cầu. Nó hoạt động ngoài khơi Norfolk trong các cuộc Tuần tra Trung lập cho đến mùa Thu năm 1940, khi Hoa Kỳ đạt được Thỏa thuận đổi tàu khu trục lấy căn cứ với Anh Quốc. Yarnall được rút khỏi danh sách Đăng bạ Hải quân vào ngày 8 tháng 1 năm 1941, không lâu sau khi nó được chuyển cho Hải quân Hoàng gia Anh.

### HMSLincoln
Yarnall là một trong số 50 tàu khu trục cũ được chọn để chuyển cho Hải quân Hoàng gia, đánh đổi lấy quyền được thiết lập các căn cứ quân sự Hoa Kỳ trên các lãnh thổ do Anh quản lý ở vùng Tây Bán Cầu. Nó lên đường đi St. John's, Newfoundland, nơi nó được xuất biên chế khỏi Hải quân Hoa Kỳ vào ngày 23 tháng 10 năm 1940, và nhập biên chế vào Hải quân Hoàng gia cùng ngày hôm đó như là chiếc HMS Lincoln (G.42) thuộc Lớp tàu khu trục Town, dưới quyền chỉ huy của Hạm trưởng, Trung tá Hải quân G. B. Sayer.
Chiếc tàu khu trục kỳ cựu rời St. John's vào ngày 3 tháng 11, và đi đến Belfast, Bắc Ireland, vào ngày 9 tháng 11. Lincoln di chuyển từ đây đến cảng Londonderry, nơi nó được phân về Đội hộ tống 1 trực thuộc Bộ chỉ huy Tiếp cận phía Tây. Trong gần một năm, nó gặp gỡ các đoàn tàu vận tải binh lính và hàng hóa giữa đại dương để hộ tống chúng về các cảng thuộc quần đảo Anh. Từ tháng 9 năm 1941 đến tháng 2 năm 1942, nó được tái trang bị tại Xưởng tàu Woolwich, nơi nó được cải biến để tối ưu cho nhiệm vụ hộ tống chống tàu ngầm. Ba trong số các khẩu pháo 4 in (100 mm)/50 caliber ban đầu cùng một dàn ống phóng ngư lôi ba nòng được tháo dỡ để giảm bớt trọng lượng nặng bên trên, lấy chỗ cho việc trang bị dàn súng cối chống tàu ngầm Hedgehog cũng như tăng lượng mìn sâu mang theo.

### HNoMSLincoln
Sau khi hoàn tất việc tái trang bị, Lincoln được chuyển giao cho Hải quân Hoàng gia Na Uy thuộc lực lượng vũ trang của Chính phủ Na Uy lưu vong như là chiếc HNoMS Lincoln, và phục vụ cùng Lực lượng Hộ tống tại chỗ phía Tây, hoạt động dọc theo bờ biển Newfoundland giữa Halifax, Nova Scotia và St. John's.

### HMCSLincoln
Vào tháng 7 năm 1942, HNoMS Lincoln trở thành HMCS Lincoln khi nó được chuyển từ Hải quân Hoàng gia Na Uy sang Hải quân Hoàng gia Canada, cho dù nó vẫn được vận hành với một thủy thủ đoàn người Na Uy. Nhiệm vụ tại vùng biển Canada tiếp tục cho đến cuối năm 1943, khi nó được lệnh quay trở về Anh; rời Halifax vào ngày 19 tháng 12 và về đến cảng Londonderry đúng ngày Giáng Sinh. Đến đầu năm 1944, chiếc tàu chiến kỳ cựu được đưa về lực lượng dự bị tại sông Tyne.

### Druzhny
Vào ngày 26 tháng 8 năm 1944, Lincoln được chuyển cho Hải quân Liên Xô và đổi tên thành Druzhny (tiếng Nga: Дружный). Các nguồn thông tin phương Tây cho rằng nó được tháo dỡ để lấy linh kiện phụ tùng cho tám tàu chị em khác được chuyển giao cho Liên Xô vào cuối năm 1944; tuy nhiên, một nguồn của Nga xác nhận nó đi vào hoạt động từ ngày 23 tháng 9 năm 1944 cho đến khi chiến tranh kết thúc, và được hoàn trả cho Anh Quốc vào tháng 8 năm 1952, nơi nó được tháo dỡ.